# Fabbrica di Automobili Florentia

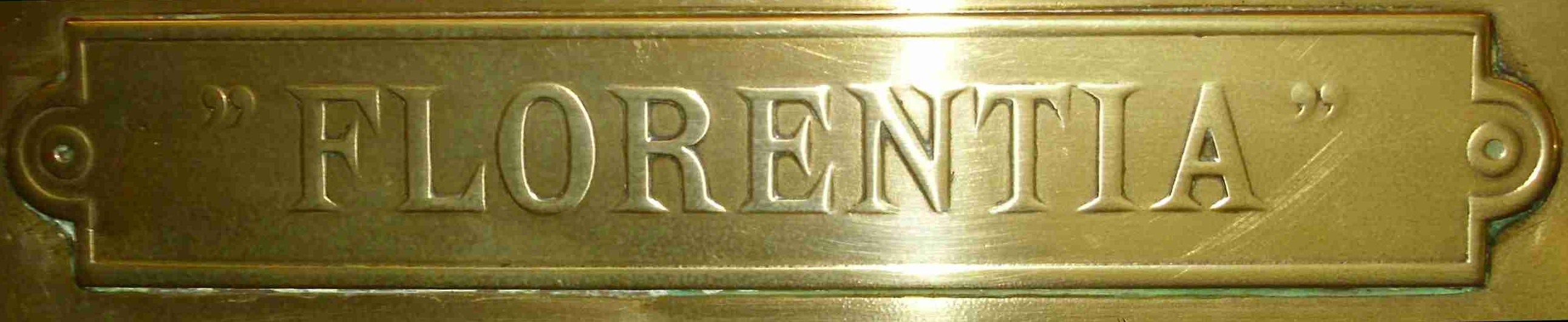
Schriftzug am Fahrzeugkühler

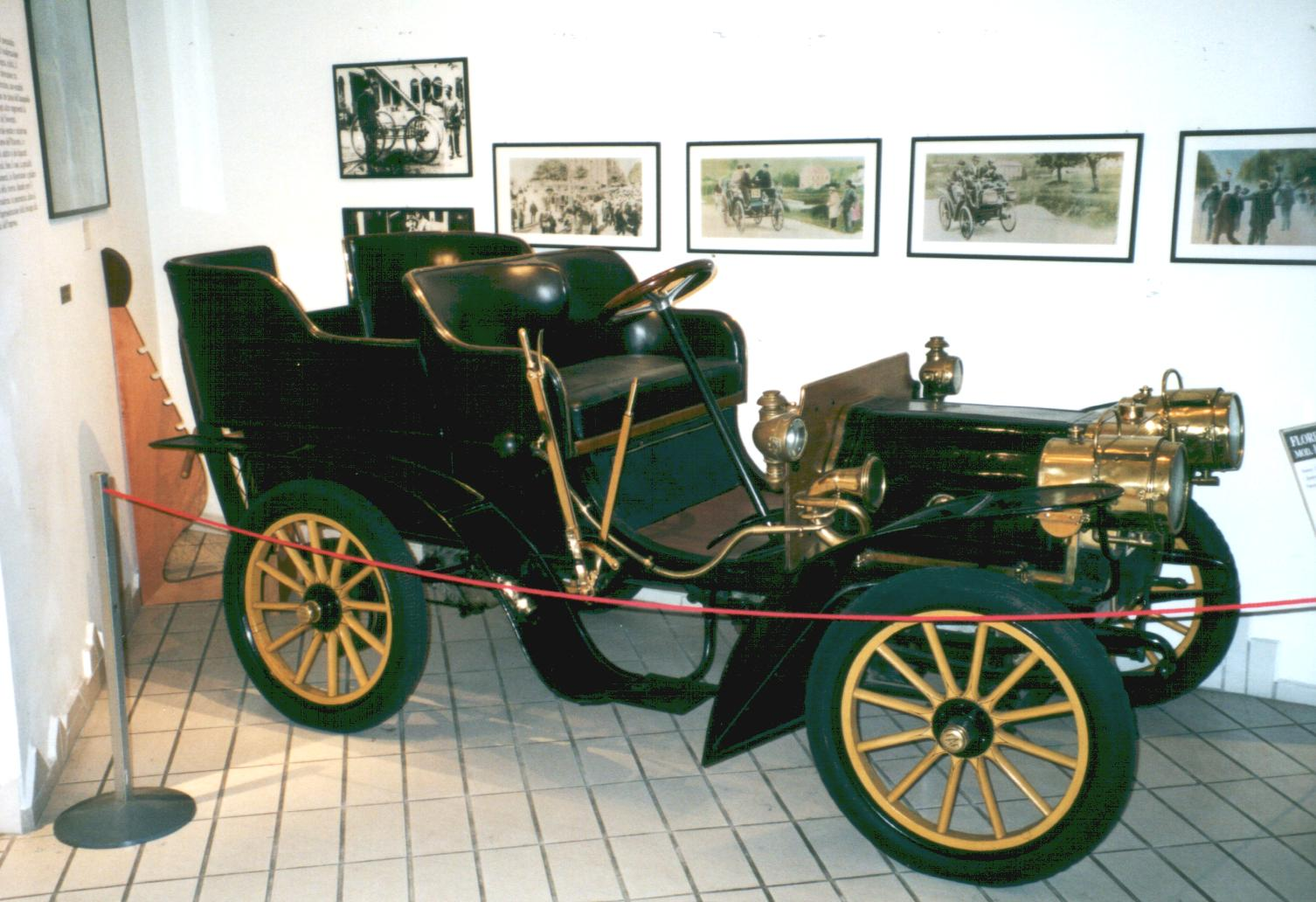
Florentia von 1903

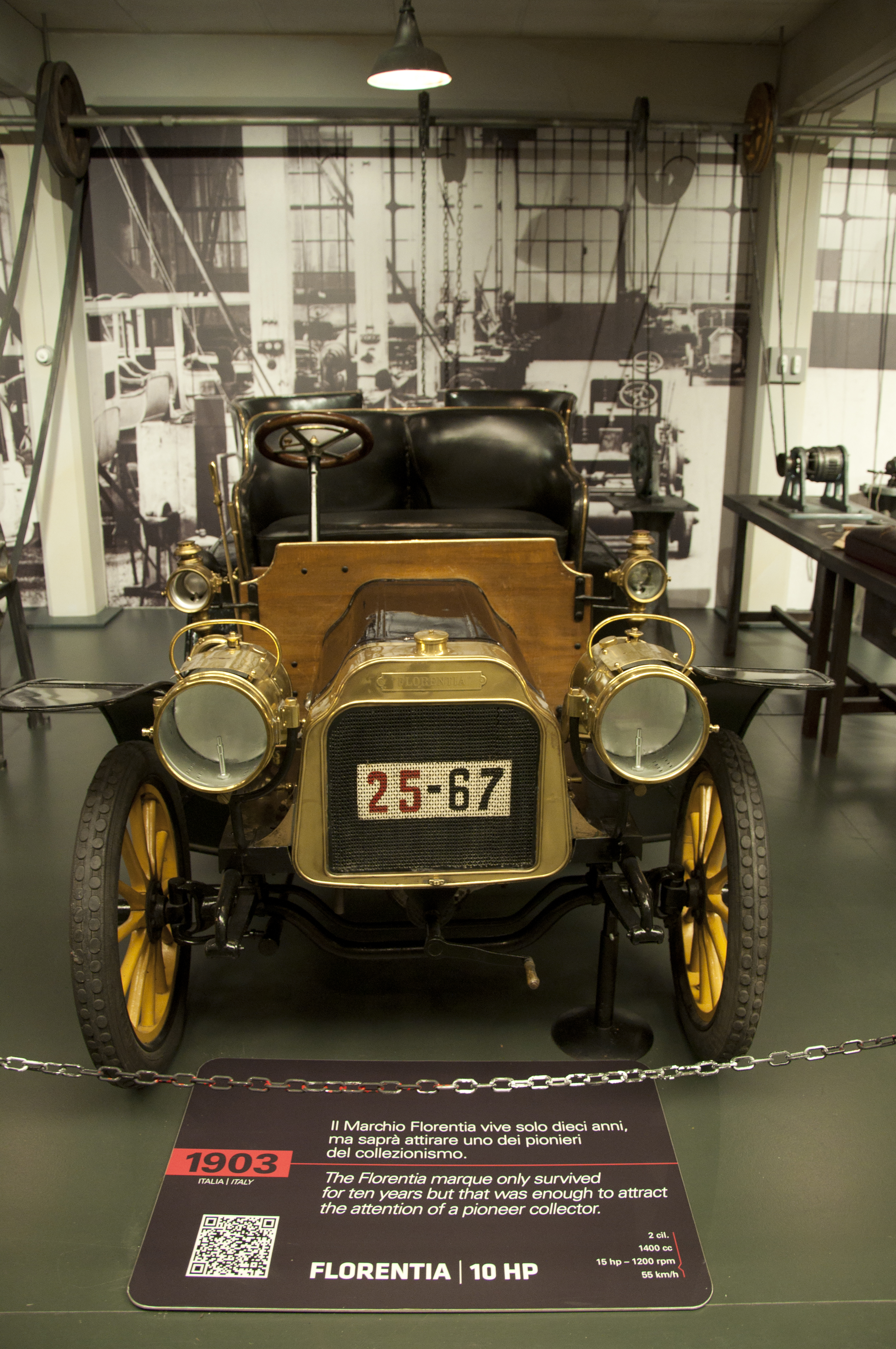
Florentia 10 HP von 1903

Florentia war ein italienischer Hersteller von Automobilen.

## Unternehmensgeschichte
Das Unternehmen Fabbrica di Automobili Florentia aus Florenz begann 1903 mit der Produktion von Automobilen. Ab 1906 wurden auch Bootsmotoren hergestellt. 1912 endete die Produktion.

## Fahrzeuge
Anfangs gab es das Zweizylindermodell 10 HP nach einem eigenen Entwurf. Nach 1905 wurden Modelle nach Lizenz von Rochet-Schneider hergestellt. 1905 erschienen die Vierzylindermodelle 16 HP und 24 HP. 1906 kam das Modell 18/22 HP mit einem Vierzylindermotor mit 4400 cm³ Hubraum dazu. 1907 erschienen die größten Modelle 40/50 HP mit Vierzylindermotor und 9900 cm³ Hubraum und ein Sechszylindermodell mit 6600 cm³ Hubraum.
Ein Fahrzeug dieser Marke ist im Museo dell'Automobile Carlo Biscaretti di Ruffia in Turin zu besichtigen.

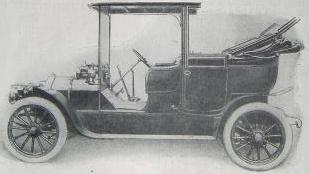
Florentia (1907)
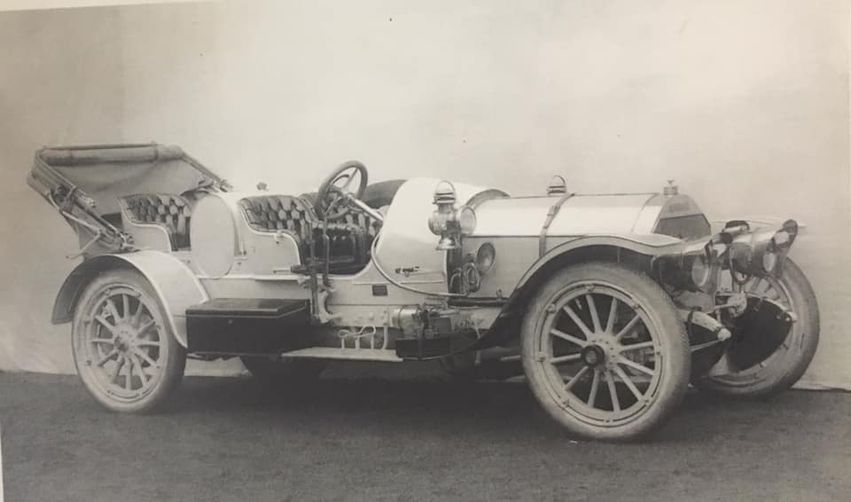
Florentia (1905)
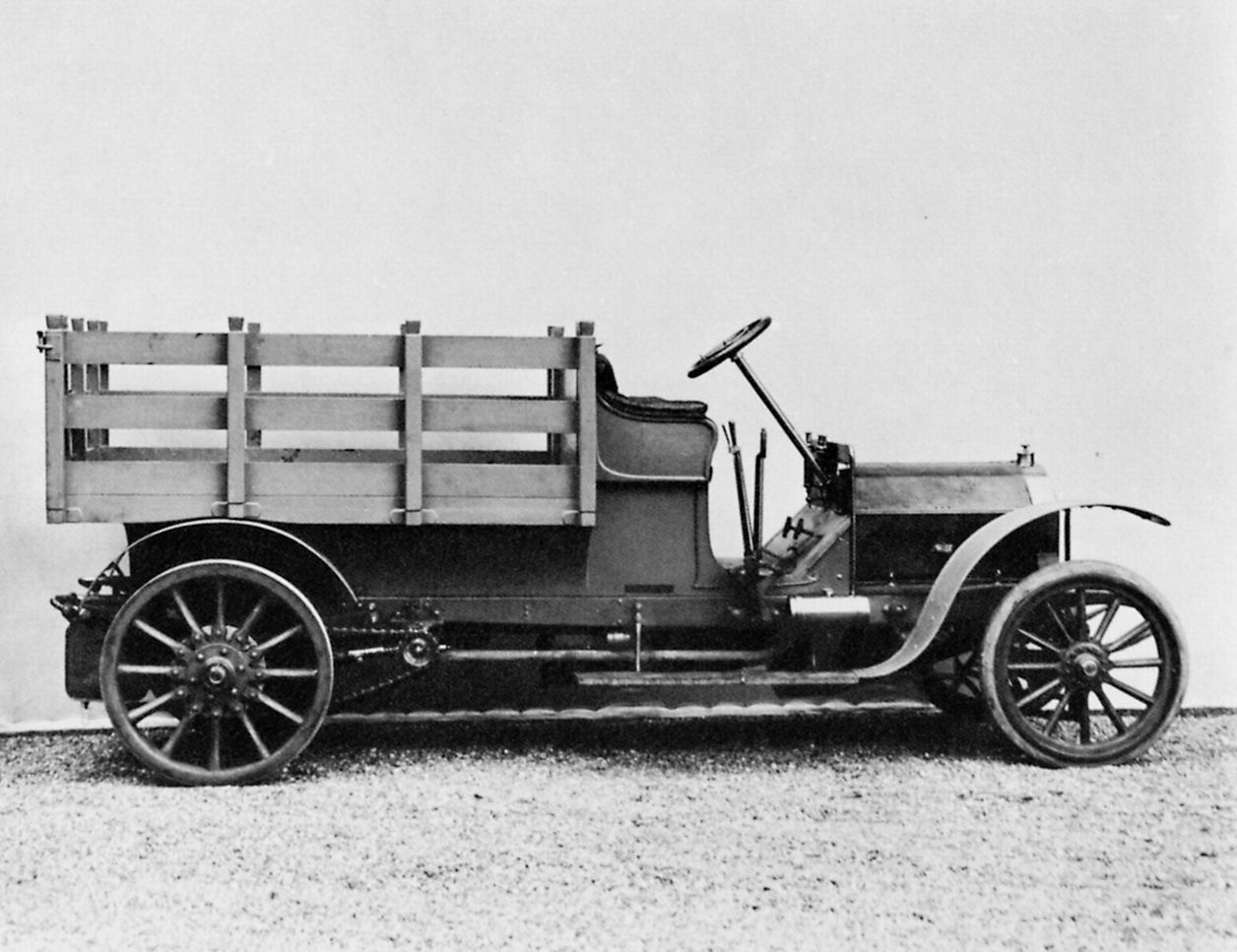
Florentia-LKW (1908)